# Canottaggio ai Giochi della XXX Olimpiade - 4 di coppia femminile
Il 4 di coppia femminile dei Giochi della XXX Olimpiade si è svolto tra il 28 luglio e il 1º agosto 2012. Hanno partecipato 8 equipaggi.
La gara è stata vinta dall'equipaggio ucraino, formato da Kateryna Tarasenko, Nataliya Dovgodko, Anastasiia Kozhenkova e Yana Dementieva, che hanno concluso la finale con il tempo di 6'35"93; l'argento e il bronzo sono andati rispettivamente all'equipaggio tedesco e a quello statunitense.

## Formato
Nel primo turno, il primo equipaggio di ogni batteria accede alla finale, mentre gli altri competono in un ripescaggio che qualifica altri quattro equipaggi. I due equipaggi eliminati al ripescaggio competono in una finale B per i piazzamenti.

## Programma
| Data           | Ora (BST/UTC+1) | Turno      |
| -------------- | --------------- | ---------- |
| 28 luglio 2012 | 9:50            | Batterie   |
| 30 luglio 2012 | 9:40            | Ripescaggi |
| 1º agosto 2012 | 10:20           | Finali     |

## Risultati

### Batterie
| Pos. | Atleti                                 | Nazione     | Tempo   | Note |
| ---- | -------------------------------------- | ----------- | ------- | ---- |
| 1    | Thiele, Bär, Richter, Oppelt           | Germania    | 6'13"62 | Q    |
| 2    | Dell, Kohler, Kalmoe, Martelli         | Stati Uniti | 6'15"76 | R    |
| 3    | Soćko, Leszczyńska, Lewandowska, Madaj | Polonia     | 6'21"44 | R    |
| 4    | Tang, Tian, Jin, Zhang                 | Cina        | 6'24"32 | R    |

| Pos. | Atleti                                       | Nazione       | Tempo   | Note |
| ---- | -------------------------------------------- | ------------- | ------- | ---- |
| 1    | Tarasenko, Dovhod'ko, Koženkova, Dement'jeva | Ucraina       | 6'14"82 | Q    |
| 2    | Faletic, Hore, Frasca, Clay                  | Australia     | 6'17"52 | R    |
| 3    | Gray, Trappitt, Bourke, MacFarlane           | Nuova Zelanda | 6'20"22 | R    |
| 4    | Wilson, Flood, Houghton, Rodford             | Gran Bretagna | 6'20"71 | R    |

### Ripescaggio
| Pos. | Atleti                                 | Nazione       | Tempo   | Note |
| ---- | -------------------------------------- | ------------- | ------- | ---- |
| 1    | Faletic, Hore, Frasca, Clay            | Australia     | 6'18"80 | Q    |
| 2    | Dell, Kohler, Kalmoe, Martelli         | Stati Uniti   | 6'19"49 | Q    |
| 3    | Wilson, Flood, Houghton, Rodford       | Gran Bretagna | 6'21"65 | Q    |
| 4    | Tang, Tian, Jin, Zhang                 | Cina          | 6'21"98 | Q    |
| 5    | Soćko, Leszczyńska, Lewandowska, Madaj | Polonia       | 6'23"19 |      |
| 6    | Gray, Trappitt, Bourke, MacFarlane     | Nuova Zelanda | 6'48"71 |      |

### Finali
| Pos. | Atleti                                 | Nazione       | Tempo   | Note |
| ---- | -------------------------------------- | ------------- | ------- | ---- |
| 1    | Gray, Trappitt, Bourke, MacFarlane     | Nuova Zelanda | 6'56"46 |      |
| 2    | Soćko, Leszczyńska, Lewandowska, Madaj | Polonia       | 6'57"20 |      |

| Pos. | Atleti                                       | Nazione       | Tempo   | Note |
| ---- | -------------------------------------------- | ------------- | ------- | ---- |
|      | Tarasenko, Dovhod'ko, Koženkova, Dement'jeva | Ucraina       | 6'35"93 |      |
|      | Thiele, Bär, Richter, Oppelt                 | Germania      | 6'38"09 |      |
|      | Dell, Kohler, Kalmoe, Martelli               | Stati Uniti   | 6'40"63 |      |
| 4    | Faletic, Hore, Frasca, Clay                  | Australia     | 6'41"67 |      |
| 5    | Tang, Tian, Jin, Zhang                       | Cina          | 6'44"19 |      |
| 6    | Wilson, Flood, Houghton, Rodford             | Gran Bretagna | 6'51"54 |      |